# Jędrychowo (Grunwald)
Pour les articles homonymes, voir Jędrychowo.
Jędrychowo est un village polonais de la voïvodie de Varmie-Mazurie, dans le powiat d'Ostróda.